# Enallagma cyathigerum
Enallagma cyathigerum là loài chuồn chuồn trong họ Coenagrionidae. Loài này được Charpentier mô tả khoa học đầu tiên năm 1840. Chúng đặt chiều dài 32 đến 35 mm (1,3 đến 1,4 in). Nó phổ biến trên toàn châu Âu, trừ Iceland.

## Hình ảnh

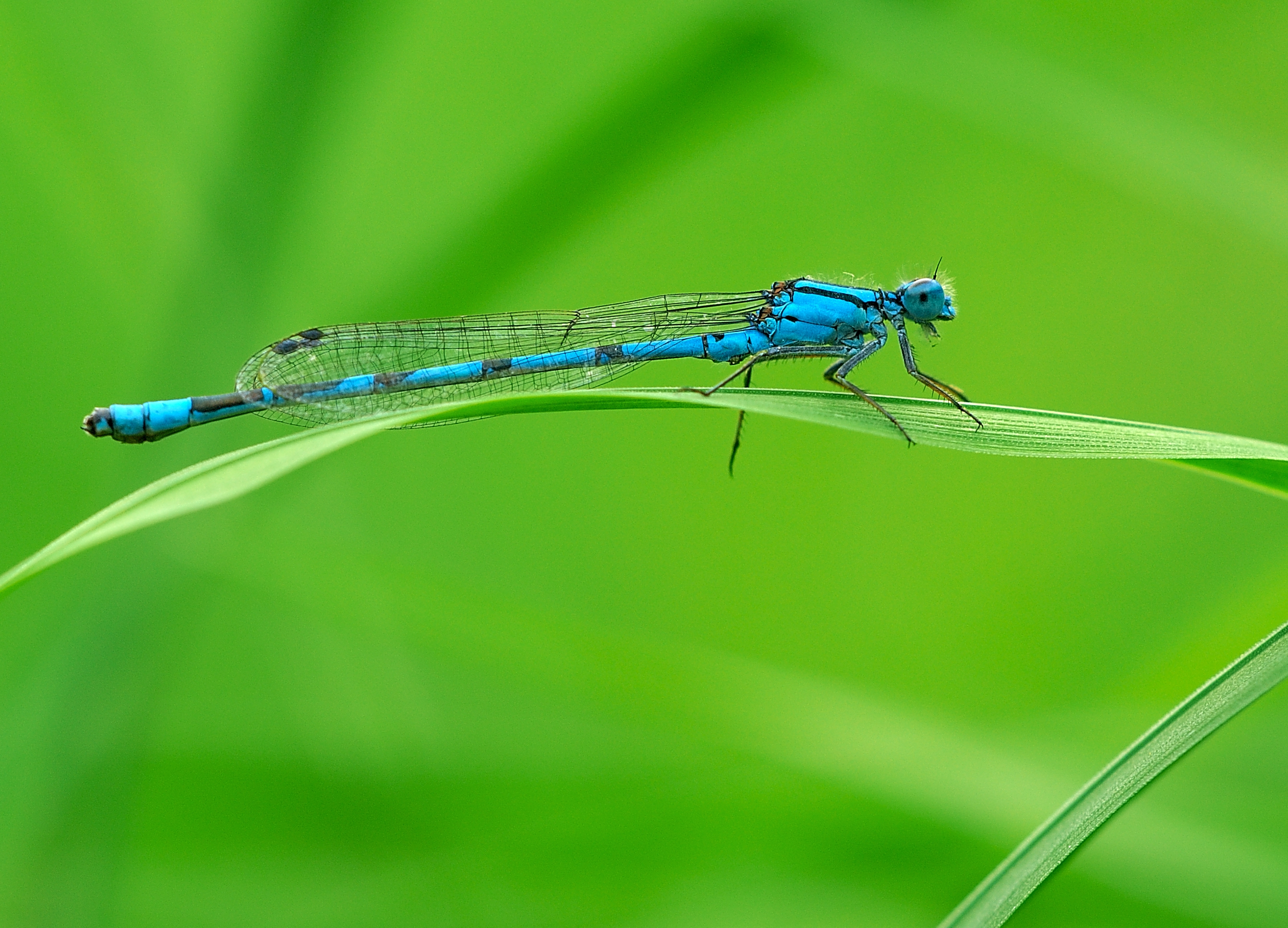
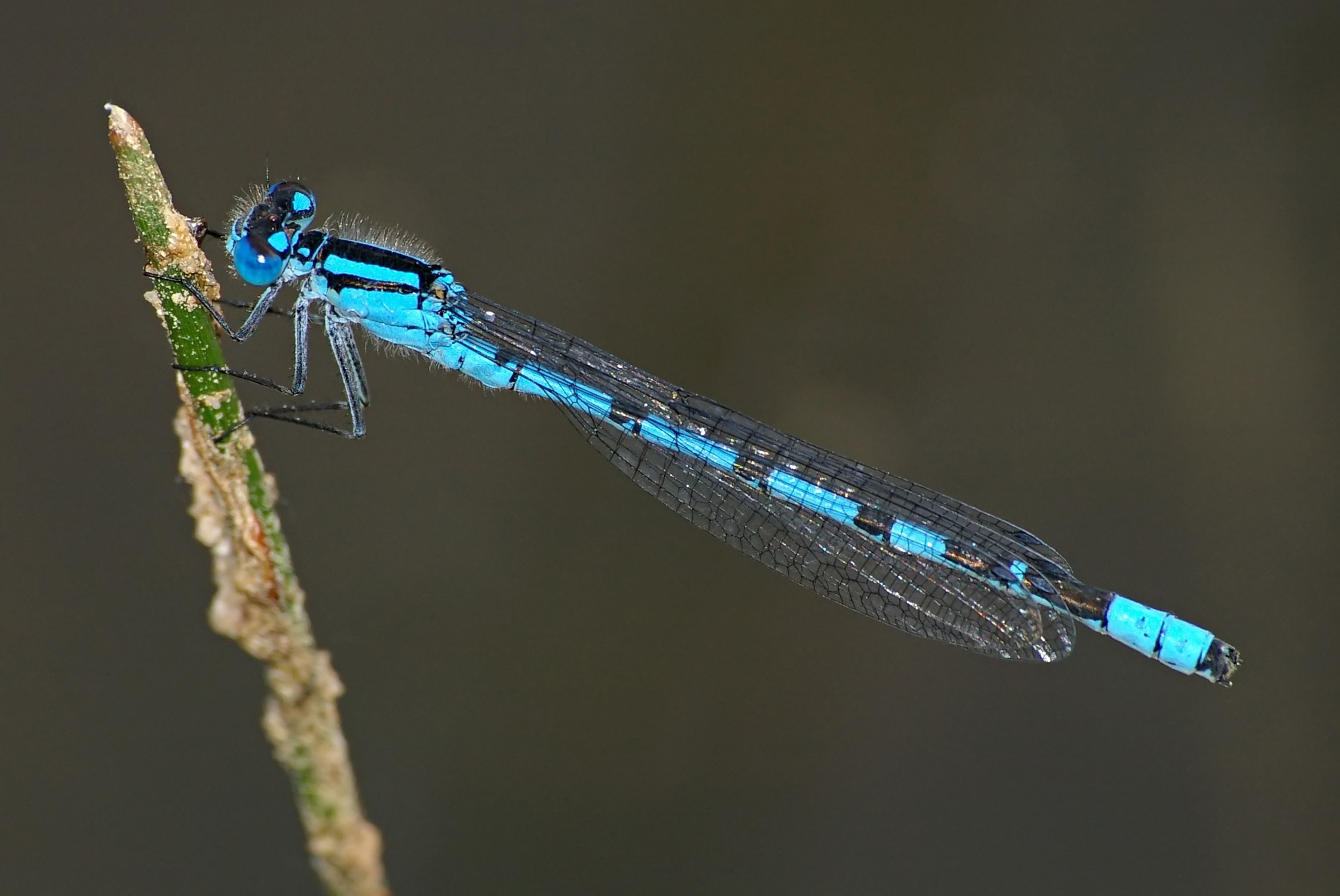
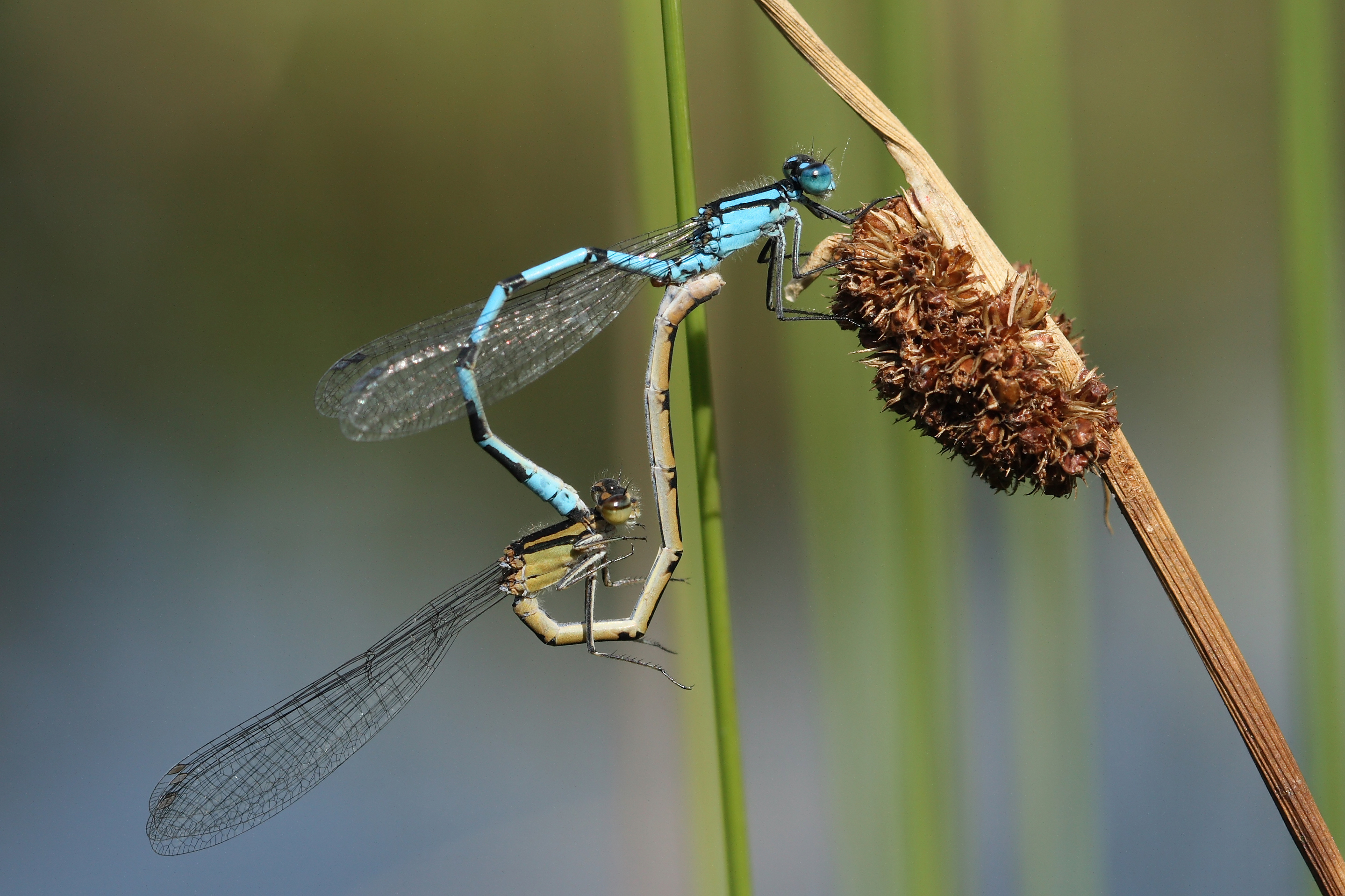
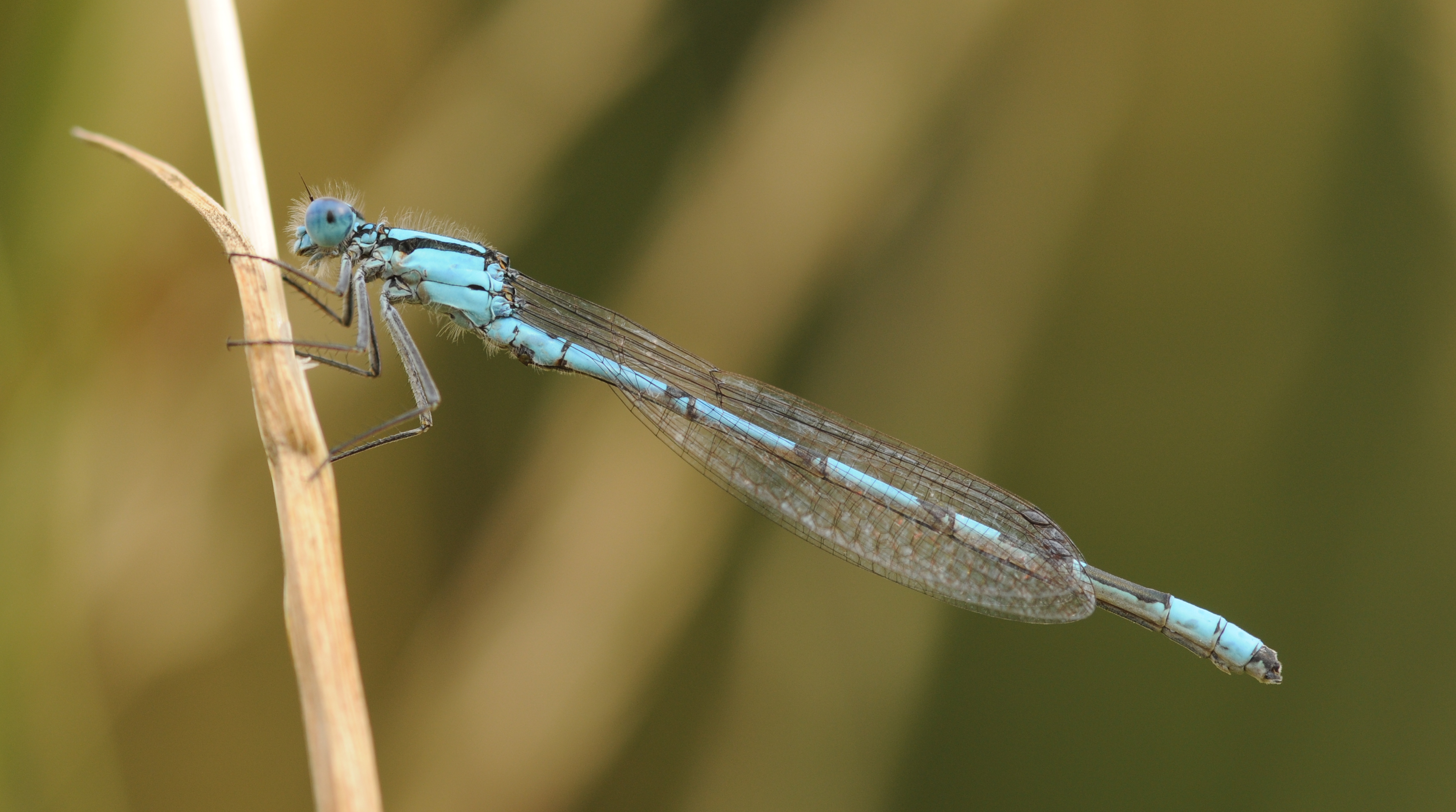